# Seve Ekberg
Seve Ellenis Ekberg, född 19 april 1887 i Kristianstad, död 26 juni 1975 i Katarina församling i Stockholm, var en svensk jurist. Han var son till Severus Ekberg.
Ekberg avlade juris kandidatexamen vid Lunds universitet 1910. Efter tingstjänstgöring 1910–1913 blev han tillförordnad fiskal i Skånska hovrätten 1914, assessor 1917, hovrättsråd 1923 och revisionssekreterare 1927. Han var justitieombudsman 1929–1933. Han var sekreterare i Jordkommissionen 1920–1923 och biträdde Justitiedepartementet och Lagutskottet 1924–1927. Ekberg var senare justitieråd 1936–1954 och ordförande i Lagrådet 1951–1952. Han är begravd på Skogskyrkogården i Stockholm.